# いわしの卯の花漬け
いわしの卯の花漬け（いわしのうのはなづけ）は、日本・千葉県九十九里浜地域の郷土料理。酢締めしたイワシを調味したおからとあわせた料理である。

## 概要
「卯の花漬け」は「からなます」「からずし」「おからずし」とも呼ばれる。
銚子市から九十九里浜にかけてはマイワシやカタクチイワシの特産地となっており、イワシを用いた郷土料理も多数ある。また、南房総では豆腐がよく食べられるため、豆腐製造の副産物であるおからの生産量も多く、おからを使った料理がいろいろと工夫されている。いわしの卯の花漬けはそういった料理の1つである。
作り方にはいろいろあり、酢漬けにしたイワシをおからに漬ける、酢締めしたイワシを甘酸っぱく味付けしたおからと和えるといったものがある。
11月から翌年3月頃に獲れたイワシを使ってつくられる。正月や祭りなどの行事の際に食されるほか、保存食や常備食としても日常的に食されている。加工品は通年で販売されている。
かつては、十五夜、伊勢講、冠婚葬祭といった近所の人が集まるような機会にも作られていた。行事の際にはおからを多くし、十五夜ならばウサギ型におからを整えて盛り付けるといったこともされていた。こういった行事や風習は廃れてきている。